# Kage Baker
Pour les articles homonymes, voir Baker.
Œuvres principales
- Dans le jardin d'Iden
- Coyote céleste

Kage Baker, née le 10 juin 1952 à Hollywood en Californie et morte le 31 janvier 2010  à Pismo Beach dans le même État, est un auteur américain de science-fiction et de fantasy.

## Œuvres

### Romans du cycleLa Compagnie
1. Dans le jardin d'Iden, Rivages, 2002 ((en) In the Garden of Iden, 1997)
2. Coyote céleste, Rivages ((en) Sky Coyote, 1999)
3. (en) Mendoza in Hollywood, 2000
4. (en) The Graveyard Game, 2001
5. (en) The Life of the World to Come, 2004
6. (en) The Children of the Company, 2005
7. (en) The Machine's Child, 2006
8. (en) The Sons of Heaven, 2007
9. (en) Not Less than Gods, 2010
10. (en) Nell Gwynne’s On Land and At Sea, 2012

### Recueils de nouvelles du cycleLa Compagnie
- (en) Black Projects, White Knights, 2002
- (en) Dark Mondays, 2006
- (en) Gods and Pawns, 2007
- (en) The Best of Kage Baker, 2012
- (en) Maelstrom and Other Martian Tales, 2024

### Nouvelles du cycleLa Compagnie
- (en) The Angel in the Darkness, 2003
- (en) Rude Mechanicals, 2007
- (en) The Empress of Mars, 2009Prix Theodore-Sturgeon 2004
- (en) The Women of Nell Gwynne's, 2009Prix Nebula du meilleur roman court 2009 et prix Locus du meilleur roman court 2010
- (en) The Bohemian Astrobleme, 2010

### Autres travaux
- (en) The Anvil of the World, 2003
- (en) Mother Ægypt and Other Stories, 2004
- (en) Dark Mondays, 2006
- (en) The House of the Stag, 2008
- (en) Where the Golden Apples Grow, 2006
- (en) Or Else My Lady Keeps the Key, 2008
- (en) The Hotel Under the Sand, 2009, Roman pour adolescent
- (en) The Bird of the River, 2010